# デリシャスパーティ♡プリキュアLIVE2022 Cheers!Delicious LIVE Party♡
『デリシャスパーティ♡プリキュアLIVE2022 Cheers!Delicious LIVE Party♡』（デリシャスパーティ♡プリキュアライブ2022 チアーズ！デリシャスライブパーティ）は、2022年10月29日・30日にTOKYO DOME CITY HALLで開催された、アニメ『デリシャスパーティ♡プリキュア』のコンサート。
本項では、2023年4月5日に本ライブの模様を収録したBlu-ray Discがマーベラスから発売された同作品の声優・主題歌歌手によるライブ・ビデオ、並びに2022年10月30日にライブアルバムとして配信されたエムカードについても併せて詳述するものとする（後述）。

## 背景
テレビアニメ『デリシャスパーティ♡プリキュア』の主題歌歌手と出演声優によるコンサートで、作品公式ライブとしては2022年2月開催の『トロピカル〜ジュ!プリキュア 感謝祭』に続く通算9回目の開催となる。
今回のコンサートは、感謝祭を除くライブイベントとしては、2019年2月に開催されたプリキュアシリーズ15周年記念ライブ『プリキュア15周年Anniversaryライブ 〜15☆Dreams Come True!〜』以来となる2日間3公演開催となり、30日開催分は従前と同じ主題歌歌手と出演声優が出演する「いただきますParty♡」（12時開場、13時開演）「ごちそうさまでしたParty♡」（17時30分開場、18時30分開演）の昼夜2公演で行い、29日夜開催の「かんぱいParty♡」（17時30分開場、18時30分開演）は公式ライブとしては初となる歴代主題歌歌手のみ出演する公演となっている。また、『トロピカル〜ジュ!プリキュアLIVE2021 Viva!トロピカSUMMER!LIVE』（2021年9月開催、以下『トロプリライブ』）『トロピカル〜ジュ！プリキュア感謝祭』に続いて、オンラインによるライブ生配信も実施され、今回は「ミクチャ」を配信プラットフォームとして使用、各公演ごと及び3公演通しのチケットが販売され、それぞれチケットのみと後述のライブBD（通常版）付きチケットが販売されるほか、3公演通し券には特典として4種類のデジタルピクチャーチケットが付属、さらにエンドロールに購入者の名前を記載できる応援チケット付きのチケットも販売された。

## リリース
『トロプリライブ』に続く形で、スペシャルCD付指定席券を購入した観客限定で、後期エンディング主題歌「ココロデリシャス」シングルCDカップリング曲「NO PRIDE, NO LIFE!」の参加歌手それぞれのソロバージョンとキャラクターソングのメドレーアレンジバージョンを収録したスペシャルCDが特典として配布される（デリシャスパーティ♡プリキュア サウンドアルバム#LIVEスペシャルCDも参照）。また、3公演全て観覧した観客にはライブ完走特典として、ライブ当日に収録した音源6曲をダウンロードすることができるエムカードのプレゼント特典も行われる。
ライブBDは『キラキラ☆プリキュアアラモードLIVE2017 スウィート☆デコレーション』（2017年10月開催、2018年2月発売）以来の2枚組パッケージで、本編として「かんぱいParty♡」（Disc1に収録）「ごちそうさまでしたParty♡」（Disc2に収録）の全編と、映像特典として「いただきますParty♡」での一部変更楽曲とライブMCで構成されたダイジェスト映像、「かんぱいParty♡」のメイキング映像を収録。封入特典としてライブの場面写真を収録したフォトブックレットが付属されている。また通常版に加えてオリジナルデザインのBluetoothワイヤレススピーカー「デリシャスマイル♡アートワイヤレススピーカー」が付属するバンドル特典版も発売されている。その一方で今回はこれまで併売されていたDVD版のリリースは行われない。

## 出演者
| 出演者     | 29日 | 30日（昼夜共） |
| ---------- | ---- | -------------- |
| 菱川花菜   | -    | ○              |
| 清水理沙   | -    | ○              |
| 井口裕香   | -    | ○              |
| 茅野愛衣   | -    | ○              |
| Machico    | ○    | ○              |
| 吉武千颯   | ○    | ○              |
| 佐々木李子 | ○    | ○              |
| 後本萌葉   | ○    | ○              |
| 宮本佳那子 | ○    | -              |
| 五條真由美 | ○    | -              |

## セットリスト
セットリスト出典：。歌手名は土曜昼夜、日曜夜同一の楽曲についてはいただきますParty♡公演、ごちそうさまでしたParty♡公演ではそれぞれ記述を省略。楽曲の解説は各収録作品を参照のこと。

### かんぱいParty♡
1. Cheers!デリシャスパーティ♡プリキュア（Machico with 吉武千颯、佐々木李子、後本萌葉、宮本佳那子、五條真由美）
2. Welcome to Delicious Party（Machico、吉武千颯、佐々木李子）
3. Viva! Spark!トロピカル〜ジュ!プリキュア（Machico）
4. あこがれ Go My Way!!（吉武千颯）
5. ヒーリングっど♥プリキュア Touch!!（Machico、宮本佳那子）
6. ミラクルっと♥Link Ring!（Machico）
7. エビバディ☆ヒーリングッデイ!（宮本佳那子 with 佐々木李子、後本萌葉）
8. キラリ☆彡スター☆トゥインクルプリキュア（吉武千颯 with 佐々木李子、後本萌葉）
9. 教えて...!トゥインクル☆（吉武千颯）
10. We can!! HUGっと!プリキュア（宮本佳那子）[注 1]
11. DANZEN!ふたりはプリキュア (Ver. Max Heart)（五條真由美 with Machico、吉武千颯、佐々木李子、後本萌葉、宮本佳那子）
12. ようこそ、お子さま♡ドリーミア（後本萌葉）[注 2]
13. レッツ！ fun fun time!（Machico、吉武千颯、宮本佳那子）
14. 若葉のころ（Machico）
15. 星座のチカラ（吉武千颯）
16. Circle Love〜サクラ〜（五條真由美&Machico with 吉武千颯、佐々木李子、後本萌葉、宮本佳那子）
17. キラキラkawaii! プリキュア大集合♪〜いのちの花〜（五條真由美&宮本佳那子 with Machico、吉武千颯、佐々木李子、後本萌葉）
18. CLAP!〜勇気を鳴らせ〜（Machico、吉武千颯）
19. NO PRIDE, NO LIFE!（Machico、五條真由美）
20. Save Your Smile（Machico）
21. シェアして!プリキュア（Machico、吉武千颯、佐々木李子、後本萌葉、宮本佳那子、五條真由美）
22. ココロデリシャス（佐々木李子 with Machico、吉武千颯、後本萌葉、宮本佳那子、五條真由美）
23. アンコール：DELICIOUS HAPPY DAYS♪（吉武千颯 with Machico、佐々木李子、後本萌葉、宮本佳那子、五條真由美）

### いただきますParty♡
1. Cheers!デリシャスパーティ♡プリキュア（Machico with 吉武千颯、佐々木李子、後本萌葉、菱川花菜、清水理沙、井口裕香、茅野愛衣）
2. スマイルメニュー◎（菱川花菜）
3. あなたとTea party（清水理沙）
4. デリシャスサ〜チ！（井口裕香）
5. My true self（茅野愛衣）
6. ようこそ、お子さま♡ドリーミア[注 2]
7. レッツ!fun fun time!（Machico、吉武千颯）
8. 若葉のころ
9. 教えて...!トゥインクル☆
10. ミラクルっと♥Link Ring!
11. Viva! Spark!トロピカル〜ジュ!プリキュア
12. トロピカ I・N・G（吉武千颯）
13. NO PRIDE, NO LIFE!（Machico、吉武千颯）
14. Save your smile
15. シェアして!プリキュア（Machico、吉武千颯、佐々木李子、後本萌葉）
16. キズナ♡スペシャリティ（菱川花菜、清水理沙、井口裕香、茅野愛衣）
17. Welcome to Delicious Party
18. ココロデリシャス（佐々木李子 with 菱川花菜、清水理沙、井口裕香、茅野愛衣、Machico、吉武千颯、後本萌葉）
19. アンコール：DELICIOUS HAPPY DAYS♪（吉武千颯 with 菱川花菜、清水理沙、井口裕香、茅野愛衣、Machico、佐々木李子、後本萌葉）

### ごちそうさまでしたParty♡
1. Cheers!デリシャスパーティ♡プリキュア
2. スマイルメニュー◎
3. あなたとTea party
4. デリシャスサ〜チ！
5. My true self
6. ようこそ、お子さま♡ドリーミア[注 2]
7. レッツ!fun fun time!
8. やくそく（Machico）
9. 星座のチカラ
10. ミラクルっと♥Link Ring!
11. Viva! Spark!トロピカル〜ジュ!プリキュア
12. あこがれ Go My Way!!
13. NO PRIDE, NO LIFE!
14. Save your smile
15. シェアして!プリキュア
16. キズナ♡スペシャリティ
17. Welcome to Delicious Party
18. ココロデリシャス
19. アンコール：DELICIOUS HAPPY DAYS♪

## ライブアルバム収録曲
| #         | タイトル                                                         | 作詞      | 作曲・編曲 | 歌唱                                                                                | 時間 |
| --------- | ---------------------------------------------------------------- | --------- | ---------- | ----------------------------------------------------------------------------------- | ---- |
| 1.        | 「Cheers!デリシャスパーティ♡プリキュア」(10月30日収録)           |           |            | Machico with 吉武千颯、佐々木李子、後本萌葉、菱川花菜、清水理沙、井口裕香、茅野愛衣 | 4:10 |
| 2.        | 「Welcome to Delicious Party」(10月30日収録)                     |           |            | Machico、吉武千颯、佐々木李子                                                       | 4:26 |
| 3.        | 「NO PRIDE, NO LIFE!」(10月29日収録)                             |           |            | Machico、五條真由美                                                                 | 3:45 |
| 4.        | 「DELICIOUS HAPPY DAYS♪」(10月29日収録)                          |           |            | 吉武千颯 with Machico、佐々木李子、後本萌葉、宮本佳那子、五條真由美                 | 3:57 |
| 5.        | 「ココロデリシャス」(10月30日収録)                               |           |            | 佐々木李子 with 菱川花菜、清水理沙、井口裕香、茅野愛衣、Machico、吉武千颯、後本萌葉 | 4:05 |
| 6.        | 「キラキラkawaii!プリキュア大集合♪〜いのちの花〜」(10月29日収録) |           |            | 五條真由美&宮本佳那子 with Machico、吉武千颯、佐々木李子、後本萌葉                  | 4:11 |
| 合計時間: | 合計時間:                                                        | 合計時間: | 24:34      |                                                                                     |      |

## 関連イベント
2022年9月20日から10月2日までの期間に、タワーレコード渋谷店の2階催事スペースにて、本ライブの開催を記念し「プリキュアライブ衣装展」を開催、これまで開催したライブで出演者が実際に着用した衣装が展示された。9月20日から25日は2019年9月開催の『スター☆トゥインクルプリキュアLIVE2019 KIRA☆YABA!イマジネーションライブ』での衣装が、9月26日から10月2日は『トロプリライブ』での衣装及び『ヒーリングっど♥プリキュア』の公式アーティスト衣装がそれぞれ展示されたほか、期間中に本ライブのグッズの一部先行販売、『トロプリライブ』グッズの一部販売も行った。
また、TOKYO DOME CITY HALLが所在する東京ドームシティの東京ドームシティアトラクションズでは、『映画 デリシャスパーティ♡プリキュア 夢みる♡お子さまランチ!』の公開を記念したコラボイベント『夢みる♡遊園地 in 東京ドームシティアトラクションズ』が2022年8月27日から本ライブ開催最終日の10月30日まで開催された（映画 デリシャスパーティ♡プリキュア 夢みる♡お子さまランチ!#イベント・キャンペーン・プロジェクトを参照）。

## 関連番組
ちはやお姉さんの見たい！聴きたい！伝えたい！
開催前週の2022年10月20日の18時にマーベラス音楽映像公式YouTubeチャンネルにて生配信、本ライブのチケットや特典、生配信、グッズ、エポスカード会員特典・入会キャンペーンに関する紹介や、会場で来場者が専用のペンライトを使用して踊る『シェアして！プリキュア』の振り付けレクチャーで構成された。